# Canthidium versicolor
Canthidium versicolor är en skalbaggsart som beskrevs av Edgar von Harold 1867. Canthidium versicolor ingår i släktet Canthidium och familjen bladhorningar. Inga underarter finns listade.